# Халатян, Вачаган Геворкович
Вачаган Геворкович Халатян (арм. Վաչագան Խալաթյան; 11 мая 1932 — 22 июля 2004) — советский, армянский сурдопедагог, кандидат педагогических наук.

## Биография

### Детство и юность
Вачаган Геворкович Халатян родился в деревне Урут Степанаванского района (Армянская ССР). Окончил школу-восьмилетку, затем — Степанаванскую среднюю школу. В 1949 году поступил в Ереванский государственный русский педагогический институт на факультет французского языка. По окончании института в 1954 году был призван на срочную службу. После демобилизации в 1958 году работал в школе-интернате для глухонемых (Ереван) — воспитателем, учителем армянского языка и заведующим слуховым кабинетом. В 1959—1961 годах, параллельно с работой, окончил факультет дефектологии Московского педагогического института, став, таким образом, первым в республике педагогом, получившим высшее образование по дефектологии и сурдопедагогике.

### Начало научной деятельности
В 1961 году разработал армянский дактильный алфавит. В 1967 году по инициативе и при активном участии В. Халатяна была основана Ереванская школа-интернат для слабослышащих детей, где он проработал директором свыше 20 лет. В 1983 году защитил диссертацию, получив учёную степень кандидата педагогических наук. С того же года преподавал на отделении дефектологии Государственного педагогического института им. Х. Абовяна. По его инициативе в 1998 году в этом институте было открыто отделение по подготовке сурдопедагогов.
Является автором двух десятков научно-педагогических статей, участвовал во всесоюзных и международных конференциях, выступал с докладами. Систематически организовывал занятия для начинающих учителей. Автор «Словаря по специальной педагогике», учебных пособий «Краткий словарь языка жестов» (2001) и армянского словаря жестов «Руки говорят» (2004). Имеет награды.

## Монографии

### Список опубликованных работ
1. Особенности развития внимания глухих детей // Советакан манкаварж (Советский педагог). — 1971. — № 9. — С. 28-31. (арм.).
2. Быть внимательным к глухим детям // Советакан дпроц (Советская школа). — 1971, 28 апреля. (арм.).
3. Как проверить слух ребенка // Советакан дпроц (Советская школа). — 1972, 9 февраля. (арм.).
4. Особенности обучения и воспитания слабослышащих детей // Советакан манкаварж (Советский педагог). — 1973. — № 7. — С. 17-19. (арм.).
5. Дактильная азбука армянского языка // Дефектология[1]. — 1973. — № 4. — С. 56-58.
6. К вопросу об обучении грамоте в армянской школе для слабослышащих детей // 7-я научная сессия по дефектологии. — 1975. — С. 162.
7. Мнения, причины и последствия // Советакан дпроц (Советская школа). — 1975, 29 мая. (арм.).
8. Дактилология и язык чувств // Гитутюн ев техника (Наука и техника). — 1976. — № 12. — С. 38-45. (арм.).
9. С чего начинать обучение глухих // Советакан манкаварж (Советский педагог). — 1979. — № 2. — С. 21-24. (арм.).
10. Особое отношение к спец. школам // Советакан дпроц (Советская школа). — 1979, 15 мая. (арм.).
11. Чтение с губ // Советакан манкаварж (Советский педагог). — 1980. — № 11. — С. 71-72. (арм.)
12. Выполнение учебных заданий в спец. школах // Советакан дпроц (Советская школа). — 1980, 7 мая. (арм.).
13. Дактилология // Армянская советская энциклопедия. — 1981. — Т. 7. — С. 292.
14. Особенности формирования речи глухих детей // Советакан манкаварж (Советский педагог). — 1984. — № 4. — С. 54-57. (арм.).
15. Спец.школы и выход из тупика // Дпрутюн. — 1990, 6 марта.
16. Руки говорят // Ереван (журн.). — 1991, 11 марта.
17. Учебные или благотворительные учреждения? // Дпрутюн. — 1991.
18. Дефектология — наука, или…? // Республика Армения (газ.). — 1992, 27 дек.
19. Вместе или врозь? // Дпрутюн. — 1996, 1-8 февраля.
20. Система спец.обучения и её проблемы // Дпрутюн. — 1996.
21. Вопросы для развёрнутой дискуссии // Дпрутюн. — 1996, 17 июня.
22. Образование и обучение глухих в США // Дпрутюн. — 1996, 1-17 сентября.
23. Ретроспективный взгляд // Хагах ашхар (Мирная земля). — 1991, 12 марта.
24. Дефектологи — спец. школам // Дпрутюн. — 1991, 26 декабря.
25. Проблемы совместного обучения глухих // 3-я междунар. науч. конф. «Поддержка образовательных, обучающих и реабилитационных программ для развития детей с физическими и психическими ограничениями», 22-23 декабря 1995. — Ереван.
26. Основные задачи обучения детей с нарушениями слуха // Тез. / 48-я науч. конф. — Ереван, 1998.
27. Краткий словарь языка жестов: (учеб. пособие). — 2001.
28. Словарь специальной педагогики: (учеб. пособие). — 2001.
29. Руки говорят: Армянский словарь жестов (учеб. пособие). — 2004.